# New Politics (альбом)
New Politics — однойменний дебютний студійний альбом данського рок-гурту New Politics. Альбом був виданий 9 липня 2010 року під лейблом RCA Records. До альбому входять сингли «Yeah Yeah Yeah» та «Dignity». Саме сингл «Yeah Yeah Yeah» приніс гурту популярність, крім того він став саундтреком до гри Need for Speed: Hot Pursuit.

## Список треків
Всі композиції були написані Девідом Бойдом, Сореном Гансеном та Полом Амалелем.
| #     | Назва              | Тривалість |
| ----- | ------------------ | ---------- |
| 1.    | «Yeah Yeah Yeah»   | 3:03       |
| 2.    | «Dignity»          | 3:15       |
| 3.    | «Give Me Hope»     | 2:48       |
| 4.    | «Love Is a Drug»   | 3:15       |
| 5.    | «Nuclear War»      | 3:05       |
| 6.    | «Burn»             | 2:15       |
| 7.    | «My Love»          | 3:22       |
| 8.    | «We Are the Radio» | 3:36       |
| 9.    | «Die for You»      | 3:01       |
| 10.   | «New Generation»   | 3:34       |
| 31:08 |                    |            |